# I 4 monaci
I 4 monaci conosciuto anche come I quattro monaci  è un film del 1962 diretto da Carlo Ludovico Bragaglia.

## Trama
I due ladruncoli Giocondo e Crispino, specialisti in truffe, insieme ad altri due complici, Gaudenzio e Martino, decidono di fare un colpo fingendosi frati profughi dell'Ungheria e cercando di ottenere denaro. Ma ricevono solo ospitalità in un piccolo convento in Sicilia. Qui la loro truffa si trasforma in una serie di ricatti ed estorsioni per nome e ad insaputa del peggior gangster del paese in quel momento assente perché in America.

## Produzione

### Regia
Il regista della pellicola, qui al suo penultimo lavoro, ha affermato che la trama è stata ispirata alla vicenda dei frati di Mazzarino, oscuro fatto di cronaca realmente accaduto in Italia proprio in quegli anni.

### Cast
Il film mette insieme per la prima volta sul grande schermo quattro grandi attori della commedia italiana: Peppino De Filippo nei panni di Fra' Crispino, Aldo Fabrizi in quelli di Fra' Giocondo, Erminio Macario veste quelli di Fra' Martino mentre Nino Taranto interpreta Fra' Gaudenzio.

## Distribuzione
La pellicola è stata distribuita nelle sale cinematografiche italiane a partire dal 31 agosto del 1962.

### Edizioni home video
Nel 2008 la pellicola è stata distribuita su supporto DVD dalla Hobby & Work su licenza Forward S.r.l.

## Accoglienza

### Incassi
La pellicola è stata un buon successo commerciale classificandosi al 30º posto tra i primi 100 film di maggior incasso della stagione cinematografica italiana 1962-1963.

### Critica
Il film ha raccolto critiche positive per aver saputo mettere insieme un gruppo di attori, appartenente alla stessa generazione e ritenuto un poker d'assi della risata con la regia di un vecchio lupo dello spettacolo all'altezza della situazione. Ma anche negative dove a parte qualche guizzo dei protagonisti il prodotto che il regista realizza viene definito nostalgico e anche patetico.

## Sequel
Dopo questo film vengono realizzate altre 3 pellicole sempre con quattro protagonisti al centro delle vicende narrate: I 4 moschettieri, I 4 tassisti e Totò contro i quattro. Gli unici tre attori a comparire in tutti e quattro i film sono Aldo Fabrizi, Peppino De Filippo ed Erminio Macario.